# Provincia di Morobe
La  provincia di Morobe  è una provincia della Papua Nuova Guinea appartenente alla regione di Momase.

## Geografia antropica

### Suddivisioni amministrative
La provincia è suddivisa in distretti, che a loro volta sono suddivisi in aree di governo locale (Local Level Government Areas).
| Distretto                 | Capoluogo | Aree LLG            |
| ------------------------- | --------- | ------------------- |
| Distretto di Bulolo       | Bulolo    | Mumeng Rural        |
| Distretto di Bulolo       | Bulolo    | Waria Rural         |
| Distretto di Bulolo       | Bulolo    | Watut Rural         |
| Distretto di Bulolo       | Bulolo    | Wau-Bulolo Urban    |
| Distretto di Bulolo       | Bulolo    | Wau Rural           |
| Distretto di Bulolo       | Bulolo    | Buang Rural         |
| Distretto di Finschhafen  | Gagidu    | Hube Rural          |
| Distretto di Finschhafen  | Gagidu    | Kotte Rural         |
| Distretto di Finschhafen  | Gagidu    | Finschhafen Urban   |
| Distretto di Finschhafen  | Gagidu    | Yabim-Mape Rural    |
| Distretto di Finschhafen  | Gagidu    | Burum-Kuat Rural    |
| Distretto di Huon Gulf    | Salamaua  | Morobe Rural        |
| Distretto di Huon Gulf    | Salamaua  | Salamaua Rural      |
| Distretto di Huon Gulf    | Salamaua  | Wampar Rural        |
| Distretto di Kabwum       | Kabwum    | Deyamos Rural       |
| Distretto di Kabwum       | Kabwum    | Komba (Seko) Rural  |
| Distretto di Kabwum       | Kabwum    | Yus Rural           |
| Distretto di Kabwum       | Kabwum    | Selepet Rural       |
| Distretto di Lae          | Lae       | Ahi Rural           |
| Distretto di Lae          | Lae       | Lae Urban           |
| Distretto di Markham      | Kaiapit   | Onga-Waffa Rural    |
| Distretto di Markham      | Kaiapit   | Umi-Atzero Rural    |
| Distretto di Markham      | Kaiapit   | Wantoat-Leron Rural |
| Distretto di Menyamya     | Menyamya  | Kapao Rural         |
| Distretto di Menyamya     | Menyamya  | Nanima Kariba       |
| Distretto di Menyamya     | Menyamya  | Kome Rural          |
| Distretto di Menyamya     | Menyamya  | Wapi Rural          |
| Distretto di Nawae        | Boana     | Labuta Rural        |
| Distretto di Nawae        | Boana     | Nabak Rural         |
| Distretto di Nawae        | Boana     | Wain-Erap Rural     |
| Distretto di Tewae-Siassi | Wasu      | Sialum Rural        |
| Distretto di Tewae-Siassi | Wasu      | Siassi Rural        |
| Distretto di Tewae-Siassi | Wasu      | Wasu Rural          |